# Giovanni Borromeo
Pour les articles homonymes, voir Borromeo.
Giovanni Borromeo, né le 15 décembre 1898 à Rome (Italie) et mort le 24 août 1961 dans cette même ville, est un médecin italien. En 2004, Yad Vashem l'a reconnu comme un « juste parmi les nations » pour avoir sauvé 5 membres de l'Almagià et de sa famille élargie (Clotilde et Gina Almagià, Luciana Tedesco, Claudio Tedesco, Gabriella Ajo). Borromeo avait été un étudiant et un assistant de Marco Almajà, un professeur très respecté de physiopathologie à l'université de Rome.

## Biographie
Giovanni Borromeo était le fils du médecin Pietro Borromeo. Pendant ses études de médecine à l'université de Rome, il fut enrôlé pendant la Première Guerre mondiale. À son retour, il remporta une médaille de bronze. À 22 ans, Borromeo avait obtenu son diplôme de médecine. Selon son fils, en 1931, il fut nommé directeur de l' Ospedali Riuniti di Roma, mais il lui fut interdit d'accepter ce poste parce qu'il n'était pas membre du Parti fasciste. Cette affirmation n'a jamais été étayée par des preuves.
Le 2 décembre 1933, Borromeo épousa Maria Adelaide Mangani. Ils eurent 3 enfants: Beatrice (1934), Pietro (1937) et Maria Cristina (1943).
En 1934, il fut nommé directeur de l'Ospedale Fatebenefratelli sur l'île de Tibériade au centre-ville de Rome. Lui et le Prior Maurizio Bialek poursuivirent la rénovation entamée en 1922 par l'hôpital, transformant un ancien hospice médical en une infrastructure moderne et efficace. Le Fatebenefratelli était considéré comme une zone extraterritoriale, car il appartenait à l'Ordre Hospitalier de Saint Jean de Dieu qui l'avait acheté en 1892 au royaume d'Italie, et faisait partie de sa chaîne mondiale d'hôpitaux.
Parmi le personnel médical, il y avait 2 jeunes médecins en situation précaire, Vittorio Emanuele Sacerdoti et Adriano Ossicini: ils ont laissé les seuls souvenirs connus de la vie à l'hôpital pendant la guerre. Sacerdoti était juif et le neveu du professeur Almagià, le professeur de Borromeo. Ossicini était un antifasciste catholique qui avait échappé à la prison à plusieurs reprises. En 1998, Sacerdoti accorda une longue interview à la Shoah Foundation et en 2005 Ossicini écrivit un mémoire intitulé Un'isola sul Tevere (une île sur le Tibre).
À travers leurs souvenirs, nous apprenons qu'après l'armistice du 8 septembre 1943, pendant l'occupation nazie de Rome, les Fatebenefratelli étaient devenus un creuset de fugitifs, de carabiniers, de policiers coloniaux, de déserteurs, de résistants, d'antifascistes et, finalement, après la Libération, fascistes républicains. Ossicini et Sacerdoti indiquent que, après les affrontements armés du 8 septembre 1943, un groupe de médecins de l'hôpital s'était secrètement organisé pour offrir une assistance médicale aux résistants. Sacerdoti déclara que, parce qu'il était de toute façon en danger, il était souvent envoyé dans les bois autour de Rome pour soigner les partisans blessés. Surtout, Sacerdoti raconta qu'il avait fourni des soins et, le cas échéant, des médicaments, à de nombreux Juifs vivant dans l'ancien ghetto, en face de l'hôpital.
Le 8 septembre 1943, après l'annonce de l'armistice de Cassibile entre l'Italie et les Alliés, le roi et l'armée abandonnent Rome. Mussolini fut libéré par ses alliés allemands et établit la République sociale italienne (RSI) dont le territoire s'étendait du sud de Naples aux Alpes. L'armée ne reçut aucun ordre précis et nombre de ses commandants suivirent Pietro Badoglio et le roi. Rome tomba sous le contrôle allemand dirigé par Herbert Kappler. Le préfet Pietro Caruso prit en charge l'administration du RSI qui fournit à Kappler l'infrastructure, la main-d'œuvre et les informations. Outre les SS allemands, les milices fascistes et les collaborateurs étaient partout. La ville souffrit d'une grave pénurie de nourriture. Pendant les 9 mois d'occupation et après la rafle du 16 octobre, plus de 1.000 Juifs furent dénoncés et arrêtés, puis transportés au camp de concentration de Fossoli di Carpi, puis à Auschwitz.
Selon la déposition de Sacerdoti à la Fondation Shoah, au Fatebenefratelli, il y eut deux cas d'aide aux Juifs. Ossicini et Sacerdoti déclarent qu'un petit groupe de Juifs fut admis avec un diagnostic de maladie de Koch, ce qui était assez courant à l'époque. Les médecins ont également fait référence en interne aux patients fugitifs Koch en utilisant la lettre de code K, en référence au commandant allemand Arthur Kesselring. Ossicini attribue l'idée du mot de code K à Sacerdoti. Sacerdoti s'était cependant souvenu que ce n'était qu'une anecdote et lorsqu'on lui demanda d'identifier la source du mot de code, il a répondu: « Je ne sais pas, c'est quelque chose que les gens ont dit, peut-être le réalisateur ».
Les souvenirs d'Ossicini et de Sacerdoti concernant l'épisode d'aide aux Juifs diffèrent sensiblement en ce qui concerne les dates, le nombre de personnes et le cours des événements. Les deux diffèrent du livre du fils de Borromeo sur le sauvetage par son père des Juifs, qui fut écrit en 2007, donc de nombreuses années après les autres. Sacerdoti et Ossicini attribuent à Borromeo son humanité.
La participation de Borromeo à la Résistance ne fit pas l'objet d'études, et son nom n'apparaît dans aucune historiographique notable. Selon Ossicini, il s'était toujours méfié de l'alliance catholique avec le régime fasciste et, au moment de l'occupation allemande, il s'était tourné vers la Résistance, bien qu'il n'y ait jamais participé activement. Selon le fils de Borromeo, avec Prior Bialek, Borromeo avait conservé une radio dans le sous-sol de l'hôpital pour garder des contacts avec les partisans, en particulier avec son ami proche Roberto Lordi. Dans son interview, Sacerdoti suggéra qu'en général, les médecins de Fatebenefratelli se tenaient à l'écart de la politique. Il ne mentionna Borromeo par son nom qu'une seule fois, le définissant comme « un homme très catholique ».
Borromeo avait en fait des liens étroits avec le Vatican. Après la guerre, il se lia d'amitié avec Alcide De Gasperi , également un antifasciste ayant des liens étroits avec le Vatican, qui fut Premier ministre entre 1945 et 1953. En tant que membre du Parti démocrate-chrétien, il était devenu conseiller pour la santé publique de la municipalité de Rome. Borromeo décéda à l'hôpital Fatebenefratelli en août 1961.
Après la guerre, il avait reçu une médaille d'argent de la Vaillance civile et, quarante-trois ans après sa mort, il fut reconnu «Juste parmi les nations» par Yad Vashem pour avoir protégé la famille de son mentor, Marco Almajà.

## Sauvetage des Juifs
Des sources concernant l'aide aux Juifs au Fatebenefratelli présentent quelques divergences. Le livre de Pietro Borromeo en 2007 et le livre apologétique divulgateur de Gordon Thomas en 2012 sur le silence de Pie XII affirment que Borromeo avait planifié le sauvetage des Juifs et conçu un syndrome inexistant (le syndrome K) pour les garder en sécurité en tant que patients déguisés. Cette version de l'histoire place les événements dans les semaines précédant la rafle du 16 octobre.
Contrairement à cette thèse, Sacerdoti et Ossicini datent l'épisode concernant les Juifs du 16 octobre 1943. Sacerdoti déclare que 27 Juifs, qui étaient ses patients et savaient qu'ils pouvaient lui faire confiance, lui avaient demandé de l'aide. Selon la déposition de Sacerdoti, il avait autorisé leur admission avec le diagnostic de la maladie de Koch et que Borromeo et le Prieur « ne s'étaient pas opposés à son action  ». Ces patients restèrent à l'hôpital pendant quelques jours, puis furent renvoyés. Sacerdoti pensait que beaucoup avaient été par la suite dénoncés et arrêtés. Sacerdoti et Ossicini indiquent que K n'était qu'un mot de code interne pour indiquer tous les patients fugitifs de Koch, pas exclusivement juifs.
Les preuves qui conduisirent Yad Vashem à la reconnaissance sont cohérentes avec cette deuxième version.
Dans son article «16 octobre 1943» , Ossicini cite un épisode spécifique et le relie aux actions de Borromeo: «Je me souviens du cri déchirant d'une mère de Reginella Street. Elle a crié à son petit fils:« Courez, bello di mamma , fuyez! ». Cette admission des Juifs comme des patients devint plus fréquente, avec l'aide du courageux professeur Giovanni Borromeo. Pour cette action, il reçut ensuite une reconnaissance solennelle de l'État d'Israël.
Dans sa déposition 10 ans plus tôt à la Shoah Foundation, Sacerdoti avait raconté un épisode identique dont il avait été témoin en se levant à l'aube pour les rondes du matin (l'hôpital surplombe le quartier juif). Sacerdoti avait circonscrit l'admission des Juifs à l'événement du 16 octobre et l'aide de Borromeo aux membres de la famille Almagià-Ajò, qui avaient en fait fourni les seuls témoignages des bénéficiaires des actions de Borromeo.
Il est possible qu'Ossicini, qui avait également déclaré dans le livre qu'il se cachait et ne pouvait pas rester à l'hôpital pendant l'occupation, n'ait pas assisté directement à l'événement du 16 octobre, mais avait mélangé ses propres souvenirs de l'époque avec une histoire qu'il avait entendue de Sacerdoti.
Pietro Borromeo et Gordon Thomas attribuent à Giovanni Borromeo l'invention d'une maladie inexistante (la maladie K) qui lui aurait permis d'admettre des centaines de patients juifs. Leur version des faits se concentre uniquement sur le sauvetage juif, ignorant complètement la situation plus large racontée par Sacerdoti et Ossicini.

## Le syndrome K
Dans un premier temps, l'hôpital est utilisé comme hospice dans les locaux de l'Église San Giovanni Calibita (en), à Rome. Plus tard, il est transformé en un hôpital moderne, par le docteur Giovanni Borromeo, qui y entre dès 1934, avec l'aide du père Maurizio Bialek.
En 1938, l'Italie adopte des lois antisémites. L'hôpital avait autorisé le médecin juif Vittorio Emanuele Sacerdoti à travailler avec de faux papiers. Avec l'occupation nazie de l'Italie, en septembre 1943, et l'imposition de lois antisémites contre les Juifs romains, Sacerdoti - avec l'approbation de Borromeo et Bialek - fait venir des patients de l'hôpital juif pour les soigner à Fatebenefratelli. Lors de la rafle du ghetto de Rome, le 16 octobre 1943, les rescapés juifs trouvent refuge à l'hôpital. Borromeo les accepte et déclare que ces nouveaux patients ont été diagnostiqués avec une maladie contagieuse et mortelle appelée Il Morbo di K, en le Syndrome K, qui pouvait être interprété comme signifiant maladie de Koch ou maladie de Krebs,. Le nom est suggéré par le médecin et activiste antifasciste Adriano Ossicini. La lettre K était destinée aux réfugiés juifs pour les distinguer des vrais patients. K fait référence à l'officier allemand Albert Kesselring, qui dirige les troupes à Rome, et au Sicherheitspolizei et Sicherheitsdienst Herbert Kappler, nommé chef de la police de la ville.
Le syndrome K était supposé être une maladie neurologique dont les symptômes comprenaient des convulsions, de la démence, une paralysie et, finalement, la mort par asphyxie. Bien que les symptômes de la maladie aient été délibérément maintenus ambigus, les nazis se sont abstenus d'enquêter sur l'hôpital ou même de procéder à des recherches de Juifs sur les lieux, par crainte de contracter la maladie. On conseillait aux patients juifs de paraître malades et de tousser fort, ce qui avait pour effet des symptômes semblables à ceux de la tuberculose.
Outre les frères Maurizio et Borromeo, d'autres médecins du personnel aidèrent les patients juifs, et les aidèrent à se cacher dans des endroits plus sûrs à l'extérieur de l'hôpital. En mai 1944, l'hôpital fut attaqué et cinq Juifs de Pologne furent arrêtés. Cependant, la ruse sauva environ 100 réfugiés.
Les frères Maurizio et Borromeo avaient également installé un émetteur radio illégal, au sous-sol de l'hôpital, et avaient pris contact avec le général Roberto Lordi (en) de la Regia Aeronautica. Après la Seconde Guerre mondiale, Borromeo est félicité par le gouvernement italien pour son action, et il est aussi reconnu Juste parmi les nations et inscrit au mémorial de Yad Vashem. Il meurt à l'hôpital le 24 août 1961.

## Médias
L'histoire dans le film de Giovanni Borromeo est récemment devenue le sujet d'un film, "Mon secret italien", que l'Italie et la Fondation de l'Holocauste ont commandé au documentariste Oren Jacoby. La Fondation, dont la mission est de « partager l'histoire peu connue du rôle de l'Italie à la rescousse des Juifs  », compte parmi ses partisans Pave the Way et est financé par des magnats italo-américains dont Kenneth Langone et Joseph Perella qui lui sert de président.
My Italian Secret (2015) embrasse la version de Pietro Borromeo et Gordon Thomas de l'histoire et se concentre uniquement sur les anecdotes de la maladie inexistante sans aucune référence à d'autres références historiques. Le président de la Fondation, Joseph Perella, avait initialement annoncé le film en hommage à Giovanni Palatucci. Après la publication des données sur le travail de Palatucci en tant qu'employé sous le régime fasciste, la République sociale italienne et les Allemands, les protagonistes du film sont restés Giovanni Borromeo et Gino Bartali.